# Diacyclops eulitoralis
Diacyclops eulitoralis – gatunek widłonoga z rodziny Cyclopidae, nazwa naukowa gatunku została po raz pierwszy opublikowana w 1986 roku przez radzieckich (rosyjskich) hydrobiologów Władimira Romanowicza Aleksiejewa i Igora Wadimowicza Arowa.